# Mombello di Torino
Mombello di Torino (piemontesisch Mombel) ist eine italienische Gemeinde in der Metropolitanstadt Turin (TO), Region Piemont.

## Lage und Einwohner
Mombello di Torino liegt 25 km östlich von Turin. Das Gemeindegebiet umfasst eine Fläche von 4 km² und hat 404 Einwohner (Stand 31. Dezember 2023).
Die Nachbargemeinden sind Moncucco Torinese, Arignano, Moriondo Torinese (AT) und Riva presso Chieri.

## Geschichte
Der Ortsname Mombello bedeutet „Schöner Berg“. Seit dem 12. Jahrhundert wurde es in der Antike als Monte della Frasca bezeichnet, wie aus dem Diplom von Kaiser Friedrich I. Barbarossa hervorgeht, das den Besitz des Ortes an den Markgrafen von Monferrato (1164) genehmigte. Im 13. Jahrhundert geriet die Stadt unter die Herrschaft der Republik Chieri, und ein Jahrhundert später, als sich Chieri der Grafschaft Savoyen unterwarf, folgte sie deren Schicksal. Zwischen der zweiten Hälfte des 17. Jahrhunderts und dem Ende des 18. Jahrhunderts geriet es unter die Kontrolle zahlreicher Feudalherren. Von 1927 bis 1947 wurde Mombello mit der nahegelegenen Gemeinde Arignano zusammengelegt. Nach dem Zweiten Weltkrieg erlangte es seine Autonomie wieder zurück.